# Marc Gini
Pour les articles homonymes, voir Gini.
Marc Gini, né le 8 novembre 1984 à Valbella, est un skieur alpin suisse spécialiste des épreuves techniques et plus particulièrement du slalom.

## Biographie
Marc Gini fait sa première apparition en Coupe du monde en janvier 2003 lors d'un slalom organisé à Kranjska Gora (Slovénie). Le Suisse, qui jusqu'ici s'illustrait en Coupe d'Europe, ne se qualifie pas pour la seconde manche. Deux mois plus tard, il participe aux Mondiaux juniors en France mais ne s'illustre guère au sommet de la hiérarchie (son meilleur résultat est une 16e place sur le slalom géant). Après plusieurs courses de coupe du monde soldées par des non-qualifications pour les secondes manches, le skieur marque ses premiers points grâce à une 22e place obtenue en slalom à Beaver Creek lors de la saison 2005-2006. Début 2007, Gini apparaît pour la première fois dans le top 10 et participe aux Championnats du monde d'Are, sa première figuration dans une compétition mondiale senior. Il ne brille cependant pas en sortant sur le premier tracé du slalom.
Le 11 novembre 2007, le skieur suisse signe son premier succès en Coupe du monde lors du premier slalom de la saison 2008. Gini surprend les favoris en devançant le Finlandais Kalle Palander et l'Italien Manfred Moelgg alors que son meilleur résultat était jusqu'ici une neuvième place obtenue lors de la saison précédente. Cette unique victoire en Coupe du monde dans sa carrière, restera aussi la seule en slalom d'un skieur suisse durant onze années, jusqu'à celle remportée par Daniel Yule à Madonna di Campiglio le 22 décembre 2018. 
Il prend part aux Jeux olympiques d'hiver de 2010, où il est quinzième en slalom.
Il est le frère de la skieuse alpine Sandra Gini.

## Palmarès

### Jeux olympiques
| Édition / Épreuve | Slalom |
| ----------------- | ------ |
| JO 2010 Vancouver | 15e    |

### Championnats du monde
| Édition / Épreuve                    | Slalom  |
| ------------------------------------ | ------- |
| Mondiaux 2005 Bormio                 | Abandon |
| Mondiaux 2007 Åre                    | Abandon |
| Mondiaux 2009 Val d'Isère            | Abandon |
| Mondiaux 2011 Garmisch-Partenkirchen | 37e     |
| Mondiaux 2013 Schladming             | 18e     |

### Coupe du monde
- Meilleur classement général : 50e en 2008 et 2011.
- 1 podium, dont 1 victoire.

| Saison/Classement | Général | Général | Slalom géant | Slalom géant | Slalom | Slalom |
| Saison/Classement | Class.  | Points  | Class.       | Points       | Class. | Points |
| ----------------- | ------- | ------- | ------------ | ------------ | ------ | ------ |
| 2005-2006         | 98e     | 33      | -            | -            | 38e    | 33     |
| 2006-2007         | 56e     | 124     | -            | -            | 19e    | 124    |
| 2007-2008         | 50e     | 171     | -            | -            | 14e    | 171    |
| 2008-2009         | 84e     | 66      | 52e          | 4            | 28e    | 62     |
| 2009-2010         | 75e     | 77      | -            | -            | 22e    | 77     |
| 2010-2011         | 50e     | 160     | -            | -            | 18e    | 160    |
| 2012-2013         | 92e     | 40      | -            | -            | 34e    | 40     |
| 2015-2016         | 125e    | 17      | -            | -            | 40e    | 17     |
| 2016-2017         | 104e    | 32      | -            | -            | 38e    | 32     |

| Saison    | Slalom    | Total |
| --------- | --------- | ----- |
| 2007-2008 | Reiteralm | 1     |
| Total     | 1         | 1     |

### Coupe d'Europe
- 11 podiums dont 4 victoires en slalom.

### Coupe nord-américaine
- 1 victoire.

### Championnats de Suisse
- 4 titres de champion de Suisse en slalom (2005, 2006, 2007 et 2009).
- 1 titre de champion de Suisse en slalom géant (2006).